# Lorenzo della Vaccheria
Lorenzo della Vaccheria, o Vaccari o anche De La Vacherie, (1540 circa – 1600 circa), è stato un editore e incisore italiano.
Fu un importante incisore ed editore di calcografie a Roma nella seconda metà del XVI secolo. La sua attività risulta documentata tra 1575 e 1585. 
Probabilmente di origine francese, collaborò con Étienne Dupérac e Antoine Lafréry, stampando le loro vedute della città e delle vestigia classiche.
Aveva bottega davanti a Santa Cecilia a Monte Giordano. Gli successero nell'attività i figli Andrea e Michelangelo.
| Controllo di autorità | VIAF (EN) 49188806 · ISNI (EN) 0000 0004 5302 4751 · SBN BVEV054197 · BAV 495/32827 · ULAN (EN) 500185530 · LCCN (EN) nr2006013526 · BNE (ES) XX1412486 (data) |